# Kōichi Saitō (photographe)
Pour les articles homonymes, voir Kōichi Saitō (réalisateur).
Kōichi Saitō (齋藤 康一, Saitō Kōichi, né le 31 mars 1935) est un photographe japonais, lauréat du « prix annuel » de l'édition 1988 du prix de la Société de photographie du Japon.